# Теория речевых актов Джона Остина
Теория речевых актов Джона Остина — это описательно-аналитическая лингвистическая теория, из которой следует, что наша речь является координацией порождения речи и целеполагания, которая может быть изображена как процесс.
Данная теория возникла как часть аналитической философии и является ключевой составляющей лингвистической прагматики.
Аналитическая философия — русло англо-американской мысли, отличительной чертой которого была антиметафизическая направленность и стремление к логической точности, а также языковой прозрачности при формулировке проблем и их решений. Аналитическая философия включает в себя два течения: философию логического анализа и философию лингвистического анализа. Первое характеризуется научным подходом и чётким отделением сферы общепринятых понятий от научных, а показателем достоверности являются обоснованность и выполнение жёстких требований. Философия лингвистического анализа, наоборот, полагает, что истина заключается в реальном жизненном опыте и выражается в обычном употреблении слова. Именно по этой причине сторонники этого течения считают, что основная задача философии заключается в прояснении и уточнении высказываний обыденного языка. Британский философ Джон Остин принадлежал ко второму направлению.

## Предыстория
В Англии в середине XX века появляется лингвистическая философия, которая является одним из направлений аналитической философии. Её главная цель — изучение общепринятого языка. Именно в это время происходит поэтапный отход от философии логического анализа, а цели и методы лингвистической философии переосмысливаются.
Джон Остин утверждал, что главная задача философии — это прояснение выражений обыденного языка, которое также подразумевает анализ его неверного применения.
В своих лекциях «Как совершать действия при помощи слов» (англ. «How to do things with words») Остин говорит о том, что мысль о том, что «утверждение» может только «описывать» ситуацию или утверждать что-то о факте, который обязательно должен быть истинным или ложным — заблуждение.
Согласно философу, ощущения могут быть обманчивы, и по этой причине им нельзя доверять в полной мере. Он внимательно изучил явления «реальности» и «иллюзорности» по образцу повседневной речи, детально исследовал систему использования таких слов как «являться», «казаться», «выглядеть» — и сделал вывод, что «реальность» и «иллюзорность» объекта меняется в значении, исходя из контекста. Вывод Остина: проблема не в достоверности или ошибочности чувственных восприятий, а в осмысленности или неосмысленности речевых определений. Открытие совокупности слов, которым Остин дал название «перформативы», сыграло очень важную роль в исследовании.

### Перформатив
Перформатив — это суждение, равное действию. Джон Остин заметил, что если глаголы стоят в форме первого лица единственного числа, то они отменяют функцию истинности или ложности высказывания и сами становятся реальностью. В обыденной речи язык используется, как инструмент для совершения различных действий: приветствие, извинение, отдача приказов, обещание и так далее. Когда человек произносит эти фразы, он не описывает действие, а выполняет его.
То есть выражение «Я обещаю вам» — это перформатив, а фраза «Он пообещал ему» — это констатив.
Работа над изучением видов «утверждения» побудила Джона Остина к созданию теории речевых актов.

## Теория речевых актов
К середине 1950-х годов Джон Остин сформулировал теорию речевых актов, в которой утверждал, что единицей коммуникации становится уже не высказывание, а речевой акт, который связан с выражением утверждения, вопроса, объяснения, описания и так далее, и реализуется согласно общепринятым принципам и правилам поведения. Объектом исследования выступал акт речи, который произносился в ситуации непосредственного общения с собеседником.
Остин отказывается от разделения высказываний на перформативы и констативы, поскольку понял, что любое суждение имеет деятельностную природу. На смену этой идее философ создаёт более продуманную лингвистическую классификацию и обозначает в ней три уровня: локутивный, иллокутивный, перлокутивный.

### Локутивный уровень
«Локутивный уровень» (лат. locutio — «говорение») — произнесение фразы, которая включает в себя издание звуков, использование слов, и установление связи между ними согласно правилам грамматики, а также смысл.

### Иллокутивный уровень
«Иллокутивный уровень» (лат. in locutio) — обозначает коммуникативную цель высказывания, то, ради чего оно произносится.
Может показаться, что локутивные акты совпадают с констатирующим высказываниям, а иллокутивные — с перформативным. Но Остин утверждает, что невозможно классифицировать конкретное высказывание как однозначно перформативное или констатирующее.
Во время разговора люди в то же время совершают действие, которое имеет какую-то внеязыковую цель. Люди говорят не для самого процесса произнесения слов и наслаждения звуками, а ради составления предложений, которые отобразят ситуацию, происходящую в мире.
Остин стремился систематизировать характеристики иллокутивного речевого акта и считал, что для этого необходимо обнаружить все глаголы, описывающие действия, создаваемые во время разговора, и способные помочь оценить силу высказывания, то есть иллокутивные.
После изучения словаря Остин разработал «классы употреблений» иллокутивных глаголов в соответствии с их иллокутивной силой:
1. вердиктивы, любые суждения, решения
2. экзерситивы, выражение влияния, проявление власти
3. комиссивы, обещания, обязательства и намерения
4. бехабитивы, установки социального
5. экспозитивы, результаты обсуждений, доказательств, прояснение причин

### Перлокутивный уровень
«Перлокутивный уровень» (лат. per locutio) — это комбинация дополнительных средств высказывания, которые оказывают сознательное влияние на адресата ради достижения желаемого результата.
С помощью говорения люди могут достигать определённых результатов, осуществлять изменения в окружающем их мире и в сознании своего собеседника, при этом полученный исход может как соответствовать изначальной цели говорящего, так и не соответствовать. Речевой акт выступает как перлокутивный акт, если рассматривается в аспекте его реальных последствий.
Важно, что все три уровня могут фигурировать единовременно в одном предложении, то есть когда осуществляется локутивный акт, говорящий в это же время осуществляет иллокутивный акт, когда задаёт вопрос, отвечает на него, высказывает своё мнение или информирует о чём-либо. Джон Остин определяет их различия только в методических целях. Отличительная особенность иллокутивных от перлокутивных актов заключается в степени воздействия на слушающего. Если иллокутивный акт ограничивается предупреждением или приказом, то перлокутивный акт может включать: угрозы, уговоры, убеждения, принуждения и так далее.

### Примеры
- локутивный акт: «Он сказал, что мне нужно прочитать книгу».
- иллокутивный акт: «Он настоял, чтобы я прочитал книгу».
- перлокутивный акт: «Он заставил меня прочитать книгу».

## Критика

### А. Беррандоннер
Самое значимое нововведение трёхуровневой схемы анализа речевого действия Дж. Остина — понятие иллокутивного акта и соответствующее ему семантическое понятие иллокутивной функции (силы).
Несмотря на популярность теории Остина, не все учёные готовы признать понятие «иллокуции» и утверждение, что с помощью языка можно «действовать».
Швейцарский лингвист А. Беррандоннер предлагает альтернативу теории речевых актов Дж. Остина, выразив свою мнение в книге «Элементы лингвистической прагматики» (1981). Учёный призывает «отделаться от понятия иллокуции» как от сомнительного, не имеющего точного определения, но претендующего на право быть аксиомой.
А. Беррандоннер не принимает утверждение, что с помощью языка можно совершать действия, которое лежит в основе теории речевых актов. Для лингвиста действия связаны с жестами, движениями, которые изменяют существующее положение дел и влекут за собой определённый результат. «Действие выполняется руками, ногами, зубами, глазами, но никак не с помощью слов». Учёный допускает существование только локутивного акта, как движения органов речи, когда противопоставляет понятия «делать» и «говорить» из трёх актов, которые описал Остин.

### Карл Поппер
Дж. Остин считал, что учение о перформативных высказываниях не предполагает совместное обсуждение определённых примеров, которые опираются на различные литературные источники и личный опыт. Данные примеры должны изучаться в интеллектуальной атмосфере, которая освобождена от теории, и при этом, сконцентрирована только на проблеме описания.
Карл Поппер имел противоположные взгляды на теорию Остина, которые заключались в том, что описание без подкрепления какой-либо теорией невозможно, поскольку каждый значимый вклад в науку зарождается с постановки проблемы. Остин, в свою очередь, относится достаточно скептично к разговорам о «важности» и предполагает, что единственный аспект в «важности», которому он доверяет — это «истина». «Поппер доказывает, что он всегда стремился найти интересные истины — истины, представляющие интерес с точки зрения решения важных проблем».

### Мишель Розальдо
Также одним из наиболее известных критиков теории Дж. Остина была французский антрополог Мишель Розальдо, которая проводила научное исследование на территории Филиппин, где наблюдала за племенем илонготов. В её статье «То, что мы делаем со словами: речевые акты илонготов и теория речевых актов в философии» (1982), вышедшей посмертно, антрополог утверждает, что благодаря языку люди выражают понимания их собственного исключительного способа существования в мире, а его употребление в общении указывает на особенности определённой социальной системы. «Это означает, что любая классификация речевых актов в обществе должна рассматривать их как часть культурных практик, воспроизводящих определённый тип социального порядка. Любой анализ речевых актов должен быть основан на информации о чувствах, мыслях и верованиях людей по поводу способов организации их жизненного мира». Противостояние антрополога с теорией речевых актов заключается в кардинально отличном способе понимания целей лингвистической интерпретации.
«Остин, начиная с предположения о „языке как действии“, не проблематизируют само понятие „действие“. Они допускают лишь статус „действия“ как универсального измерения человеческого существования. Вопросы „кто делает, для кого и почему?“ остаются за пределами теоретического рассмотрения. Этнографы же, в свою очередь, стремятся расширить философскую концепцию „действия“, включая в неё понятие „личность“, а также взаимоотношение между языковым использованием и культурно обусловленными теориями истины, авторитета и ответственности».